# ورق حجم A4

احجام الأوراق حسب المواصفات والتناسب بينها

A4 هو حجم الورق حسب المواصفات لـ ISO 216 بواسطة منظمة المواصفات العالمية.
حجم الورقة هو 210×297 ملم ( تقريبا 8.27×11.69 انش). هذا هو حجم صفحة الورق الاعتيادية للاستعمال البيتي والاستعمال التجاري في كل العالم، ما عدا الولايات المتحدة، المكسيك، كندا، بوليفيا، فنزويلا، فيلبين وتشيلا. 
صفحات (أوراق) A4 هي على شكل مستطيل، وتتشابه مع المستطيل الفضي، والعلاقة بين الطول والعرض التي تراعي انقسام الورق الورقة لقسمين ذات نفس النسبة والتناسب بين الطول والعرض، وبهذا كل قسم يصبح مستطيل فضي، فلذلك التناسب بين الطول والعرض لكل الأوراق ذات المواصفات الرسمية العالمية معرفة ك جذر ال 2 تقريبا: 
{\displaystyle {\frac {297}{210}}\approx {\sqrt {2}}\approx 1.4142}
عندما نقوم بقسم الورقة إلى قسمين، القسام التي تتكون تكون بحجم الورق الرسمي القادم بالحجم (مثال: A4 عند تقسيمه لقسمين متساويين لـِ A5). مساحة صفحة A4 هو 1/16 م^2 . وزن A4 يكون على الاغلب 5جرام (وورق الطباعة عادي ذو لون ابيض يوزن 80 جرام للمتر مربع).

## تاريخ
الأفضلية في استعمال ورق ذو تناسب طول وعرض اضلاعه عي جذر ال 2، وصفوا على يد العالم الألماني Georg Christoph Lichtenberg سنة 1786، لكن استعملت في  ألمانيا وستراليا وفقط سنة 1922 ( مواصفات DIN 476)، وبعد ذلك في بلاد كثيره في انحاء العالم. 
.

## احجام أخرى للورق
| النوع | المقياس (mm) | الحجم (m2) |
| ----- | ------------ | ---------- |
| A0    | 841x1189     | 1          |
| A1    | 594x841      | 1/2        |
| A2    | 420x594      | 1/4        |
| A3    | 297x420      | 1/8        |
| A4    | 210x297      | 1/16       |
| A5    | 148x210      | 1/32       |
| A6    | 105x148      | 1/64       |
| A7    | 74x105       | 1/128      |
| A8    | 52x74        | 1/256      |